# イヅツみそ
株式会社イヅツみそ（英語：Idutsumiso Co.,Ltd.）は、香川県観音寺市豊浜町に本社を置く、味噌を主とする日本の調味料食品メーカーである。1931年創業、1947年設立。

## 会社概要
創業は1931年（昭和6年）である。香川県で讃岐味噌を代表する味噌メーカーの一社として知られ、四国では約3割、白味噌では全国で約10%のシェアを持つ。主力商品の白みそ（讃岐白味噌）をはじめ、昭和初期から使われている杉桶を使用して醸造する麦味噌、豆味噌、赤味噌も製造する。
2014年の報道によれば製造量は年間500トン。製造される内の約7割が、香川県を中心に関西地方などで雑煮などに使われる讃岐白味噌である。料亭や百貨店、スーパー向けに四国、関西、北陸、関東方面へ出荷されており、香川県外では「サヌキ白みそ」としてブランド展開する。
新開発の商品では、味噌の製造で生じる大豆煮汁から取り出された機能性成分（ダイズサポニン）を含むフリーズドライの即席味噌汁も発売されている。
事業後継の問題が出ていたが、2017年埼玉県川口市の「セントラルグループ」（セントラル自動車技研）が買収し同年9月1日より同グループの一員となる。グループの源流である味噌製造の復活も兼ねており、グループの基幹事業である味噌卸売業「田中德兵衞商店」と共に主力商品の関東方面拡販へ乗り出す。
2022年7月、製造スタッフの欠員により製造販売中止を発表したが、2024年2月に再開を発表した。

## 沿革
- 1947年2月：味噌製造業として井筒産業株式会社設立
- 1961年9月：井筒産業株式会社を株式会社井筒味噌醸造所に商号変更
- 1978年10月：株式会社井筒味噌醸造所を株式会社イヅツみそに商号変更
- 1980年3月：宮武賢が代表取締役社長に就任
- 1991年9月：久保一正が代表取締役社長に就任
- 2010年9月：ホームページ開設。通販開始
- 2010年12月：久保將人が代表取締役社長に就任
- 2011年5月：老朽化した工場を取り壊し、新工場を建設
- 2011年10月：「大豆煮汁リサイクル品の製造システム」実用新案登録 登録第3171614号
- 2012年4月：「フリーズドライ味噌の製法方法」特許取得 特許第4978209号
- 2017年9月：セントラルグループの一員となり、同社代表・田中德兵衞が代表取締役に就任。
- 2017年11月：株式会社イヅツみそ 東京支店 開設
- 2018年10月：香川県観音寺市ふるさと納税返礼品に選定